# Schloss Hausen (Bad Soden)

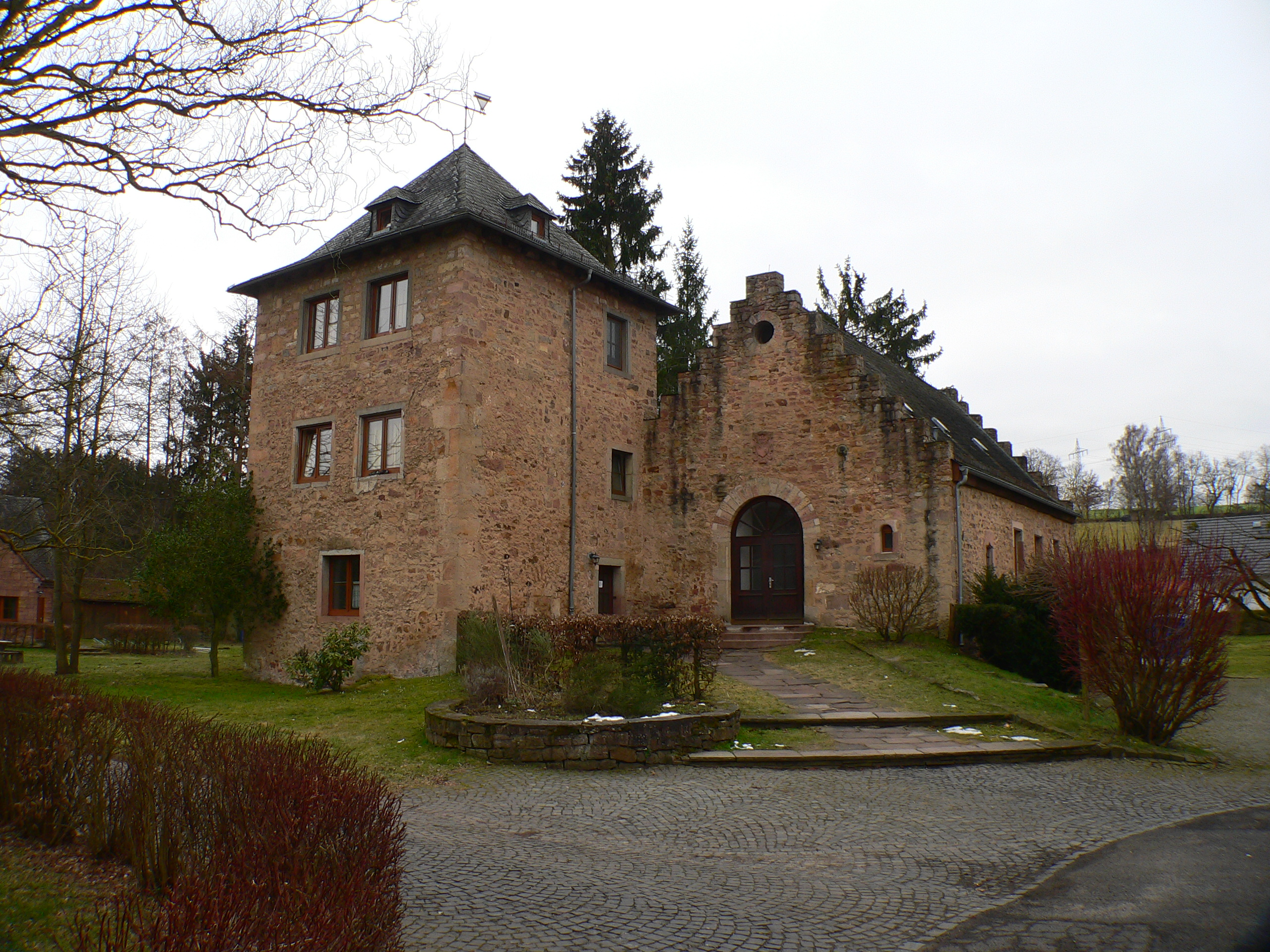
Schloss Hausen

Das Schloss Hausen im hessischen Bad Soden-Salmünster geht auf die Burg Hausen nahe der Ortschaft Hausen (Husen) an derselben Stelle zurück.

## Anlage
Das heutige Schloss Hausen war ursprünglich als Wasser- bzw. Turmhügelburg angelegt worden, wahrscheinlich um den Zugang zu den nahen fuldaischen Besitzungen zu sichern. Möglicherweise zeugt der Flurname Häuser Dick von einer (heute vergangenen) Landwehr, bestehend aus Gebück und/oder Landgraben.
Die großzügige Burganlage findet sich erstmals beschrieben in einem 1540, anlässlich des Verkaufs der Burg an das Erzbistum Mainz angelegten Verzeichnis. Neben dem zentralen Turm- und Kemenatenbau gehörten zum Schloss zahlreiche Wirtschaftsgebäude, darunter Schafställe und eine Mühle. Das 1581 errichtete Verwaltungsgebäude der Amtskellerei ist in seinem ursprünglichen Zustand erhalten geblieben, während die alte Zehntscheune (erbaut um 1530) in den Jahren 2004–2008 von einem privaten Investor renoviert und umgebaut wurde.

## Geschichte

### Mittelalter – Burg-Phase
Der Ort wird 1319 erstmals als Husen urkundlich erwähnt. Die Nennung erfolgte im Zusammenhang mit einer Schenkung des Fuldaer Abtes an das Spital zu Salmünster, zu der die heimgefallenen Lehen des Vogtes Konrad gehörten. Konrad entstammte der Familie derer von Jazza bzw. Jossa, die als Erbauer der Burg Hausen gelten.
1345 kaufte Friedrich von Hutten die Güter zu Hausen auf. Allerdings zerfiel der Besitz durch Erbteilungen, Pfandleihen und Teilverkäufe, so dass sich die Anteilseigner immer wieder gezwungen sahen, Schiedsgerichte zu bestellen, die die Streitigkeiten zwischen ihnen schlichten mussten. Hans von Hutten zum Stolzenberg, vermählt mit Margarete von Thüngen, erwarb 1430 die Besitzrechte seiner Vettern aus der fränkischen Linie derer von Hutten. Er machte die Burg zu seinem Wohnsitz und begründete damit eine dritte Erblinie, nämlich die der Herren von Hutten zu Hausen.

### Neuzeit – Schloss-Phase
Um ihren Familienbesitz zu konsolidieren, schlossen die Herren von Hutten zum Stolzenberg mit ihren Vettern zu Hausen 1517 einen neuen Burgfrieden. Allerdings ging Frowin von Hutten seiner Güter in Hausen alsbald verlustig: Seine Rolle im Ritterkrieg kostete ihn 1522 kurzfristig sämtliche Besitzungen. Erst 1526 gelang ihm die Rückerwerbung. Allerdings überschrieb Frowin kurz vor seinem Tod 1529 seinen Anteil an Hausen, sehr zum Ärger der Stolzenberger, der konkurrierenden fränkischen Verwandtschaft. Die Streitigkeiten zwischen den beiden Linien führten schließlich, 1540 zum Verkauf der fränkischen Anteile an den kurmainzischen Erzbischof Albrecht von Brandenburg.
Der Mainzer Erzbischof Daniel Brendel von Homburg erzielte 1558 den endgültigen Ausgleich mit den hutten'schen Nachbarn. Die Burg Hausen jetzt grundlegend zum Schloss umgestaltet, wurde Verwaltungssitz.
Im 18. Jahrhundert verlor das Oberamt Hausen an Bedeutung, bis der Amtssitz am Ende des Jahrhunderts schließlich nach Orb verlegt wurde.

### Zeitgenössische Nutzung
Die baufällig gewordene Burganlage wurde Anfang der 1950er von der europäischen Filmunion aufgekauft und umfangreichen Umbaumaßnahmen unterzogen. Der eingerichtete Hotelbetrieb musste aber bereits 1955 aufgrund finanzieller Probleme des Investors eingestellt werden, und das Schloss wechselte erneut den Besitzer. Seit 1981 gehört die Anlage dem Christlichen Jugenddorfwerk Deutschlands.
Seit 2021 findet im Schlossbau eine neue Kindertagesstätte ihr Domizil. Beginnend mit einer Gruppe von 20 Kindern wird die Kita im Endausbau, 2022 vier Gruppen mit insgesamt 74 Kindern Platz bieten.  Trägerin der Einrichtung ist die Stadt Bad Soden-Salmünster in Kooperation mit dem Christlichen Jugenddorfwerk Deutschland.